# پرانگ (گروه موسیقی)
پرانگ (به انگلیسی: Prong) یک گروه هوی متال آمریکایی است که در سال ۱۹۸۶ در شهر نیویورک تشکیل شد. گروه توسط نوازندهٔ گیتار/خواننده تامی ویکتور، تنها عضو ثابت پرانگ رهبری می‌شود. تا به امروز، آنها ۱۳ آلبوم استودیویی (شامل یک آلبوم جلد)، یک آلبوم زنده، چهار آلبوم چندآهنگه، یک دی وی دی و یک آلبوم ریمیکس منتشر کرده‌اند.
پرانگ دو نسخهٔ مستقل داشت، ریشه‌های اولیه (۱۹۸۷) و فدرال اجباری (۱۹۸۹) که توجه اپیک رکوردز را به خود جلب کرد و در سال ۱۹۸۹ با گروه قرارداد امضا کرد. دو آلبوم اول آنها در اپیک، التماس به تفاوت (۱۹۹۰) و ثابت کن اشتباه می‌کنی (۱۹۹۱)، با تحسین منتقدان منتشر شد و در هدبنگرز بال ام تی وی مورد توجه قرار گرفت. آلبوم پاکسازی گروه در سال ۱۹۹۴ نیز موفقیت‌آمیز بود، و شامل بهترین آهنگ آن‌ها، «Snap Your Fingers, Snap Your Neck» بود. پس از انتشار یک آلبوم دیگر (بیداری بی‌ادب در سال ۱۹۹۶)، پرانگ در سال ۱۹۹۷ منحل شد، اما در سال ۲۰۰۲ اصلاح شد و از آن زمان به تور و ضبط ادامه داد.

## تاریخچه

### روزهای اولیه (۱۹۸۹–۱۹۸۶)
گروه در سال ۱۹۸۶ توسط خواننده/نوازندۀٔ گیتار تامی ویکتور (در آن زمان مهندس صدا برای کلوپ موسیقی CBGB شهر نیویورک) و نوازندهٔ بیس مایک کرکلند (دربان در CBGB) تأسیس شد که مدت کوتاهی پس از آن تد پارسونز، درامر سابق گروه سوانز را به خدمت گرفت. پرانگ به‌طور مستقل یک آلبوم چندآهنگه، ریشه‌های اولیه و یک آلبوم استودیویی به نام فدرال اجباری را در اواخر دههٔ ۱۹۸۰ منتشر کرد که به دلیل صدای بسیار خام خود مورد توجه قرار گرفتند.

### امضای ناشر عمده و موفقیت زیرزمینی (۱۹۹۵–۱۹۸۹)
پرانگ در سال ۱۹۸۹ با اپیک رکوردز قرارداد امضا کرد. اولین آلبوم اصلی آنها، التماس به تفاوت، در سال ۱۹۹۰ منتشر شد.
در سال بعد، کرکلند گروه را ترک کرد و تروی گرگوری نوازندهٔ بیس جایگزین او شد. پرانگ چهارمین نسخهٔ خود با نام ثابت کن اشتباه می‌کنی را منتشر کرد که در آن گروه با برنامه‌نویسی و نمونه‌های الکترونیکی آزمایش کرد و در عین حال حساسیتی تهاجمی و در عین حال ملودیک را حفظ کرد.
در سال ۱۹۹۳، تروی گرگوری از گروه خارج شد و پل ریون و جان بچدل، هر دو از کیلینگ جوک و Murder, Inc. جایگزین شدند. آلبوم پاکسازی با اندکی نفوذ اینداستریال متال، حاوی آهنگ‌هایی بود که هنوز از کلاسیک‌های پرانگ محسوب می‌شوند («صلح شکسته» و «Snap Your Fingers, Snap Your Neck») موفق‌ترین انتشار پرانگ تا به امروز است. ویدیوهای این دو آهنگ به عنوان اصلی‌ترین بخش هدبنگرز بال ام تی وی تبدیل شدند. پرانگ با گروه‌های سپولترا و پنترا به عنوان افتتاحیهٔ تورهای مربوط به آشوب پس از میلاد سپولترا و فراتر از تسخیر پنترا، خود در آمریکا تور کردند. آنها همچنین یک تور اروپایی با گروه‌های Life of Agony و The Obsessed را به عنوان حمایت از آنها بر عهده گرفتند.

### مرگ (۲۰۰۲–۱۹۹۶)
پنجمین آلبوم پرانگ بیداری بی‌ادب در سال ۱۹۹۶ منتشر شد. در رتبهٔ ۱۰۷وارد نمودار شد و در هفتهٔ اول ۱۰۰۰۰ واحد در ایالات متحده فروخته شد. با وجود فروش خوب، اپیک رکوردز سه هفته پس از انتشار آلبوم، گروه را از قرارداد خود آزاد کرد. مدت کوتاهی پس از آن، ریون قبل از توری که از تایپ او نگاتیو حمایت می‌کرد، گروه را ترک کرد و راب «بلاسکو» نیکلسون جایگزین او شد. مایک ریگز بعداً به گیتار پیوست تا ویکتور بتواند بیشتر روی آواز تمرکز کند. این ترکیب بعداً منحل شد، با پیوستن ویکتور به دانزیگ به عنوان نوازندهٔ گیتار آنها، و تد پارسونز به گادفلش. پارسونز همچنین با جسو همکاری کرد و با پل ریون در کیلینگ جوک به تور پرداخت.

### موقت (۲۰۰۶–۲۰۰۲)
در سال ۲۰۰۲، ویکتور با نوازندهٔ بیس برایان پری (از گروه‌های Dirty Looks، جیک ئی. لی)، درامر دن لائودو و گیتاریست مونته پیتمن (مدونا) پرانگ را اصلاح کرد. در سال ۲۰۰۲، پس از یک تور آمریکایی ۴۲ روزه که برای یک سی دی زنده (۱۰۰٪ زنده، موسیقی لوکوموتیو) ضبط شد، پرانگ وارد استودیو شد و اولین آلبوم استودیویی خود را پس از هفت سال ضبط کرد، عقرب در حال ظهور (۲۰۰۳) که با میکس مورد استقبال قرار گرفت.
ویکتور بین سال‌های ۱۹۹۸ تا ۲۰۰۵ با گلن دانتزیگ بارها و بارها همکاری کرد. هدف نهایی او از نواختن و نوشتن بر روی یک ضبط دانزیگ با دایرۀ مارها در سال ۲۰۰۴ محقق شد.
پرانگ در سال ۲۰۰۵ یک دی وی دی زنده با دو دیسک با عنوان طاق منتشر کرد که شامل اجراهایی از جشنواره‌های هولتسفرد و با نیروی کامل و یک نمایش کامل در آمستردام است. در این دیسک برایان پری و مایک لانگ ورث به عنوان نوازندهٔ بیس ظاهر می‌شوند زیرا لانگ ورث جایگزین پری پس از جدایی او در سال ۲۰۰۳ شد. دن لائودو در سال ۲۰۰۵ گروه را ترک کرد و گروه آرون روسی را در درام استخدام کرد که قبلاً در گروه‌های Strife (ویکتوری رکوردز)، Shelter (سنچری مدیا رکوردز)، جان ۵ (Shrapnel Records)، و Ankla (بیلر براز. رکوردز) حضور داشت.
ویکتور و ریون در سال ۲۰۰۵ برای نوشتن و تور در حمایت از آلبوم خون ریو گراند خود در سال ۲۰۰۶ به گروه مینستری ملحق شدند. این دو همچنین در آلبوم بعدی مینستری، آخرین مکنده (۲۰۰۷) ظاهر می‌شوند، اگرچه در ظرفیت محدودتری.

### اصلاحات (۲۰۰۷–اکنون)

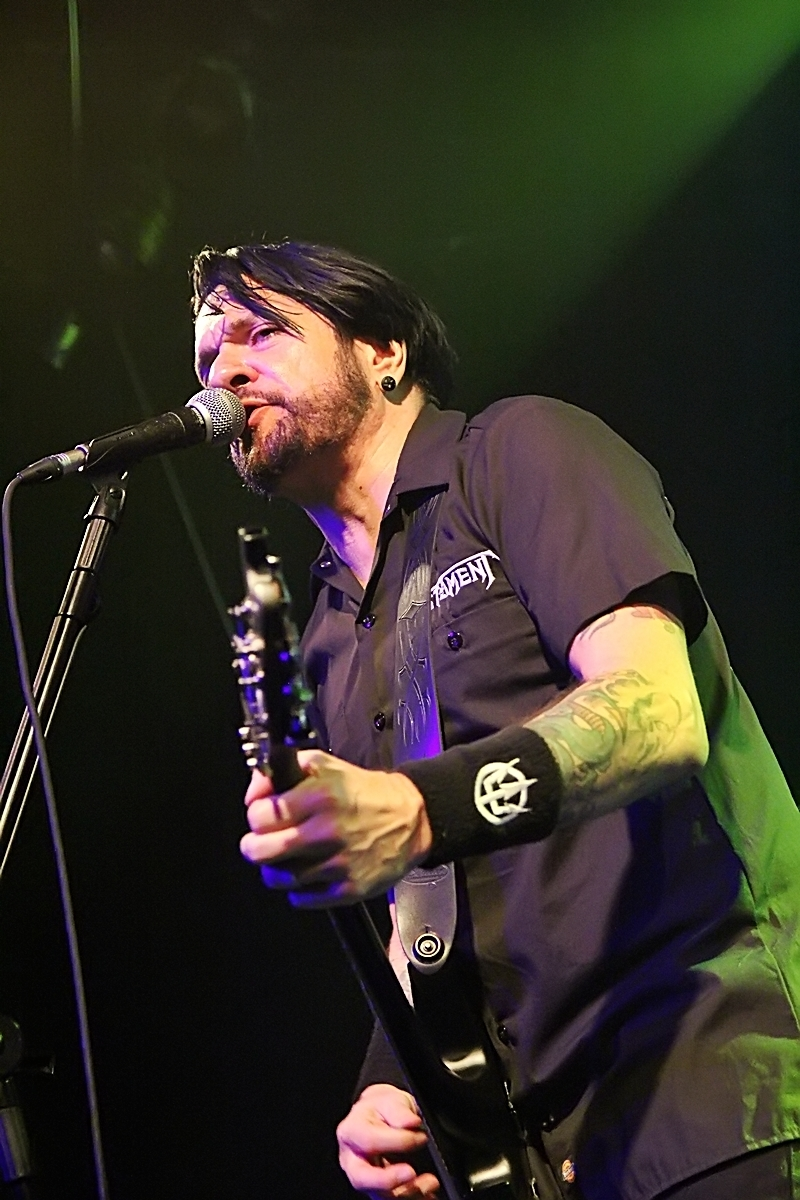
خوانندهٔ پرانگ تامی ویکتور در حال اجرا در سال ۲۰۲۰

در سال ۲۰۰۷، پرانگ با 13th Planet Records ناشر آل یورگنسن قرارداد امضا کرد که آلبوم قدرت آسیب‌رسان را در ۲ اکتبر ۲۰۰۷ منتشر کرد. گروه در سال ۲۰۰۷ و اوایل سال ۲۰۰۸ تورهای «برش در سراسر آمریکا» و «برش در سراسر اروپا» را با حمایت از آلبوم آغاز کرد. مونت پیتمن و درامر آرون روسی به تامی ویکتور برای تور پیوستند. پاول ریون، نوازندهٔ بیس، در ۲۰ اکتبر ۲۰۰۷ در سن ۴۶ سالگی بر اثر حمله قلبی در خواب درگذشت.
روسی در تور «C U LaTour» که در مارس ۲۰۰۸ شروع شد به گروه مینستری به عنوان درامر جدید آنها می‌پیوندد.
الکسی رودریگز و تونی کامپوس از گروه استاتیک ایکس همراه با تامی از Soulfly در تور «Blood Fire War Hate» در پاییز ۲۰۰۹ در ترکیب حضور داشتند. جیسون کریستوفر (بیس) در سال ۲۰۱۱ و آرت کراز (درامز) در سال ۲۰۱۲ جایگزین آنها شدند.
گروه در تور خود که در ۶ ژوئن ۲۰۱۰ به پایان رسید از گروه فیر فکتوری حمایت کرد. پرانگ آلبوم جدیدی به نام حکاکی شده در سنگ را در ۲۳ آوریل ۲۰۱۲ با همکاری اس پ فاو منتشر کرد. این کار توسط استیو اوتس تهیه شده است. گروه به‌عنوان تیتر لاینر و با اجراهایی گروه‌هایی مانند Crowbar در ایالات متحده تور برگزار کرد و در مه ۲۰۱۲ طی یک تور دو هفته‌ای در اروپا، التماس به تفاوت را به‌طور کامل اجرا کرد.
در تابستان ۲۰۱۳، گروه یک جشنوارهٔ اروپایی و تیتراژ گسترده را اجرا کرد و همچنین یک «بوتلگ رسمی» را با عنوان Unleashed in the West – Live in Berlin از طریق پلت فرم آمریکایی بندکمپ ضبط کرد.
پس از گذراندن نوامبر و دسامبر ۲۰۱۳ در استودیو، پرانگ نهمین آلبوم خود را با نام خراب کردن زندگی‌ها در استریم‌هامر/اس پ فاو در آوریل ۲۰۱۴ منتشر کرد و تورهای گسترده‌ای را در حمایت از آن برگزار کرد. وبگاه اینترنتی بلبرموث این آلبوم را «رهایی شخصی تامی ویکتور» نامیده است. این آلبوم توسط ویکتور تهیه شده و توسط استیو اوتس میکس شده است.
گروه در ژوئیه ۲۰۱۴ موج دوم تور خود را با جشنواره‌های اروپایی و نمایش‌های سرفصل در پشت خراب کردن زندگی‌ها آغاز کرد. آن‌ها همچنین در آمریکای شمالی، هم به‌عنوان سرفصل‌ها و هم به‌عنوان پشتیبان گروه اورکیل، تور کردند، و پس از آن توری در اروپا به‌عنوان پشتیبان اصلی اورکیل در اکتبر و نوامبر برگزار کردند.
در سال ۲۰۱۵، گروه آلبوم جلد آهنگ‌هایی از سیاه چاله را منتشر کرد و یک سال بعد یازدهمین آلبوم استودیویی خود ایکس - بدون مطلق را منتشر کرد. آلبوم دیگری به نام روزهای صفر در سال ۲۰۱۷ منتشر شد. در سال ۲۰۱۷، در آغاز ماه اوت، آنها کنسرتی را در جشنوارهٔ وودستاک لهستان اجرا کردند. نسخهٔ بعدی پرانگ آلبوم چندآهنگه عصر سرپیچی بود که در ۲۹ نوامبر ۲۰۱۹ منتشر شد.
جدیدترین آلبوم استودیویی گروه، وضعیت اضطراری، در ۶ اکتبر ۲۰۲۳ منتشر شد.

## سبک موسیقی، تأثیرات و میراث
پرانگ به عنوان گروو متال، اینداستریال متال و ترش متال توصیف شده است در حالی که کار اولیه آنها به عنوان کراس‌اور ترش شناخته شده است. پرانگ که از صحنهٔ هاردکور نیویورک بیرون آمده است، همراه با گروه‌هایی مانند، پنترا، سپولترا و مشین هد یکی از گروه‌های جنبش گروو متال دههٔ ۱۹۹۰ است. پرانگ از چندین گروه به عنوان تأثیرگذار نام برده است، از جمله Warzone , Cro-Mags , کیلینگ جوک , Chrome , Die Kreuzen و د سیسترز آو مرسی.
آنها بر بسیاری از نوازندگان برجسته مانند جاناتان دیویس از کورن، رایان کلارک از Demon Hunter و ترنت رزنر از ناین اینچ نیلز و همچنین گروه‌هایی مانند پنترا و وایت زامبی تأثیر گذاشته‌اند.

## اعضا

### اعضای فعلی
- تامی ویکتور – خوانندهٔ اصلی، گیتار (۱۹۸۶–اکنون)
- جیسون کریستوفر – بیس، بک خواننده (۲۰۱۶–۲۰۱۲، ۲۰۱۷–اکنون)
- تایلر بوگلیول – درامز (۲۰۲۳–اکنون)

### اعضای پیشین
- تد پارسونز – درامز، بک خواننده (۱۹۹۶–۱۹۸۶)
- مایک کرکلند – بیس، بک خواننده (۱۹۹۱–۱۹۸۶)
- تروی گرگوری – بیس، بک خواننده (۱۹۹۳–۱۹۹۱)
- پل ریون – بیس (۱۹۹۶–۱۹۹۳)، درگذشت ۲۰۱۷
- جان بچدل – کیبورد، برنامه‌نویسی (۱۹۹۵–۱۹۹۳)
- چارلی کلاوسر – کیبورد، برنامه‌نویسی (۱۹۹۶–۱۹۹۵)
- راب «بلاسکو» نیکلسون – بیس (۱۹۹۶)
- مایک ریگز – گیتار (۱۹۹۷–۱۹۹۶)
- فرانک کاوانا – بیس (۱۹۹۷)
- جان تمپستا – درامز (۱۹۹۷)
- دن لائودو – درامز (۲۰۰۵–۲۰۰۲)
- برایان پری – بیس (۲۰۰۳–۲۰۰۲)
- مونته پیتمن – گیتار، بیس، بک خواننده (۲۰۰۹–۲۰۰۲)
- مایک لانگ ورث – بیس، بک خواننده (۲۰۰۶–۲۰۰۳، ۲۰۱۷–۲۰۱۶)
- آرون روسی – درامز (۲۰۰۹–۲۰۰۵، ۲۰۲۱–۲۰۱۸)
- تونی کامپوس – بیس، بک خواننده (۲۰۱۲–۲۰۰۹)
- الکسی رودریگز – درامز، بک خواننده (۲۰۱۳–۲۰۰۹)
- آرت کراز – درامز، (۲۰۱۸–۲۰۱۴)
- گریفین مک‌کارتی – درامز (۲۰۲۳–۲۰۲۲)

### نوازندگان اجرای زنده
- جوزف بیشارا – کیبورد (۱۹۹۴)
- وینس دنیس – بیس (۱۹۹۶)
- متیو برانسون – بیس (۲۰۱۲)
- دیو پیبوس – بیس (۲۰۱۲)
- فرد زیومک – بیس، بک خواننده (۲۰۲۰–۲۰۱۹)
- جیسون بیتنر – درامز (تور اروپا ۲۰۲۳)

## ترانه‌شناسی
- فدرال اجباری (۱۹۸۹) Force Fed
- التماس به تفاوت (۱۹۹۰) Beg to Differ
- ثابت کن اشتباه می‌کنی (۱۹۹۱) Prove You Wrong
- پاکسازی (۱۹۹۴) Cleansing
- بیداری بی‌ادب (۱۹۹۶) Rude Awakening
- عقرب در حال ظهور (۲۰۰۳) Scorpio Rising
- قدرت آسیب‌رسان (۲۰۰۷) Power of the Damager
- حکاکی شده در سنگ (۲۰۱۲) Carved into Stone
- خراب کردن زندگی‌ها (۲۰۱۴) Ruining Lives
- آهنگ‌هایی از سیاه چاله (۲۰۱۵) Songs from the Black Hole
- ایکس – بدون مطلق (۲۰۱۶) X – No Absolutes
- روزهای صفر (۲۰۱۷) Zero Days
- وضعیت اضطراری (۲۰۲۳) State of Emergency